# Občanský telegram
Telegram byl expresní komunikační nástroj na bázi telegrafu, který se začal hojně využívat ve druhé polovině 19. století a upadat v 90. letech 20. století, kdy ho vytlačilo masové rozšíření telefonů a posléze internetu. Neplést s telexem (dálnopisem).
Telegram byl ve své době nejrychlejším prostředkem k předání zprávy na velkou vzdálenost. Používal se hlavně do míst, kde nebyl zaveden telefon. Avšak i pokud telefon zaveden byl, čekalo se na meziměstská spojení často i hodiny, takže při potřebě rychlého sdělení se využil raději telegraf, který měl vlastní vedení.
Zprávy byly adresátovi předávány v tištěné podobě, někdy šlo o text vytištěný na proužkách papíru nalepených na blanket. Telegram se doručoval někdy ihned, někdy se donesl při roznášení pošty, často si musel adresát pro tuto zprávu dojít na místní poštovní úřad. Pokud měl adresát telefon, přečetla mu pošta telegram do telefonu. S ohledem na vysoké ceny telegramů byl tento způsob komunikace využíván spíše výjimečně, pro důležité informace jako například svatba, narození, úmrtí, pohřeb nebo hospitalizace; u blahopřání mohl být telegram vytištěn na ozdobný blanket.
Charakteristické bylo použití slova „STOP“ v obsahu telegramů – do telegramu nebylo možné vložit interpunkci, a tak, aby nedocházelo ke špatným výkladům vět, tečku v interpunkci zastoupilo slovo „STOP“. Na konci telegramu již slovo „STOP“ nebylo nutné.

## V Českých zemích
Česká pošta zrušila službu zasílání telegramů po 160 letech k 1. dubnu 2010.